# Cruiximent muscular
El cruiximent muscular o esbraonament, conegut com a carnrota a l'Alguer i popularitzat vulgarment també com a fiblades o agulletes, és el dolor muscular que nota una persona l'endemà d'haver fet exercici físic pel qual la part muscular treballada no està acostumada o prou en forma per realitzar.
Aquestes lesions consisteixen en petits traumatismes a nivell de les miofibril·les musculars. Aquestes ruptures sofreixen un procés inflamatori que produeix sensació de dolor. Malgrat tot, al començament d'una temporada esportiva és freqüent que apareguin.
Quan un té cruiximent és aconsellable una mica de repòs (en el cas que produeixi unes molèsties molt elevades) i iniciar la pràctica d'activitat física suau, incrementant-ne la intensitat de forma progressiva i respectant els descansos necessaris entre sessions d'entrenament. Un massatge pot ajudar, també, a reduir la inflamació. És recomanable l'ús de gel després de fer esport físic i fer escalfaments allargats abans i després de l'exercici seguit d‘estiraments en els músculs propensos a produir cruiximents
També es poden prendre analgèsics habituals o d'ús comú, com el paracetamol o l'àcid acetilsalicílic (comunament anomenat aspirina) dos o tres cops al dia.
Es considera que és un mite que el cruiximent és produït per cristalls d'àcid làctic que punxen al múscul, atès que s'ha vist com persones amb la malaltia de McArdle, incapaces de produir àcid làctic, també patien dolor muscular d'origen retardat.
Un altre mite és que el bicarbonat o l'aigua amb sucre són remeis per al cruiximent, ja que de fet no tenen cap comprovació científica.